# Baseball Ground
Il Baseball Ground, conosciuto fino al 1895 come Ley's Baseball Ground, è stato uno stadio di calcio situato a Derby, in Inghilterra. È stato inaugurato nel 1890 come stadio di baseball, per poi essere utilizzato esclusivamente per il calcio. Quando fu costruito aveva una capacità di circa quattromila spettatori, salita a 42 000 tra il 1969 e il 1980. Quando è stato demolito aveva circa diciottomila posti. È stato utilizzato dal Derby County fino al 1997, anno in cui i Rams si spostarono al Pride Park Stadium, mentre invece la squadra riserve lo ha utilizzato fino al 2003.